# Putzeysia wiseri
Putzeysia wiseri là một loài ốc biển, là động vật thân mềm chân bụng sống ở biển thuộc họ Calliotropidae 

## Phân bố
Loài này phân bố ở Địa Trung Hải